# معاهدة كانتربري 1986
معاهدة كانتربري (بالإنجليزية: Treaty of Canterbury)‏ وقـّعها رئيسة الوزراء البريطانية ماركرت ثاتشر والرئيس الفرنسي فرانسوا ميتران في 12 فبراير 1986، وهي الوثيقة الأصلية التي تؤسس نفقاً تحت البحر بين البلدين.

## أهمية المعاهدة
المعاهدة مهمة وغير معتادة لكونها تعديل معاصر وحديث للحدود الوطنية للمملكة المتحدة وفرنسا. وكانت مقترحات شبيهة قد قـُدِّمت في الماضي، إلا أنها لم تشهد التنفيذ.

## الخلفية
وقـَّعتها الحكومتان في كاتدرائية كانتربري. أعدت المعاهدة امتياز إنشاء وتشغيل الوصلة الثابتة من قِبل شركات خاصة. وتبين وسائل التحكيم في حال نشوء خلاف. كما تنشئ مفوضية بين حكومات (IGC) التي هي مسئولة عن مراقبة كل الأمور المتعلقة بإنشاء وتشغيل النفق لصالح الحكومتين البريطانية والفرنسية، بالإضافة إلى هيئة سلامة لتنصح المفوضية.
ترسّم المعاهدة حداً برياً بين البلدين في وسط النفق – وهو الأول من نوعه.

## الأمتيازات المرافقة للمعاهدة
معاهدة كانتربري تلتها، بعد شهر، اتفاقية امتياز (بالإنجليزية: Concession Agreement)‏، والتي وُقعت في 14 مارس 1986.
اتفاقية الامتياز مُلزمة للحكومتين البريطانية والفرنسية وتـَعهـَد إلى «فرانس مانش» ومجموعة نفق القنال الإنجليزية بتصميم وتمويل وإنشاء وتشغيل نفق القنال الإنجليزي لمدة 55 عاماً. الامتياز تم تمديده لاحقاً حتى 2086.
تنص الاتفاقية بالتحديد على الغرض من الامتياز والشروط اللازمة لإنهائه.
ملاحق الاتفاقية تغطي أوجه محددة، منها شراء وبيع أرض، التزامات التأمين ومزاولة حق الإحلال. حق الإحلال ينص على التحويل المؤقت للتشغيل إلى كيانين تحت سيطرة الدائنين الذين مولوا النفق للسماح لهم بالتعويض عن قروضهم.